# Dylaniato
Dylaniato è un album di Tito Schipa Jr. del 1987 (uscito in LP nel 1988 e un'ulteriore ristampa su CD in papersleeve nel 1997 a cura della M.P. Records, codice MPRCD005) contenente 8 brani di Bob Dylan da lui tradotti ed interpretati.
Alcuni anni dopo Francesco De Gregori effettuerà un'operazione simile con De Gregori canta Bob Dylan - Amore e furto, pubblicato nel 2015.

## Tracce
1. Signori della guerra (Masters of War)
2. Appartiene a me (She Belongs to Me)
3. Ti voglio (I Want You)
4. Lungo i merli di vedetta (All Along the Watchtower)
5. Ragazza del nord (Girl from the North Country)
6. Amore via zero/Illimitato (Love Minus Zero/No Limit)
7. 115° sogno di Bob Dylan (Bob Dylan's 115th Dream)
8. Tu col tamburino (Mr. Tambourine Man)

## Formazione
- Tito Schipa Jr. – voce, programmazione, batteria elettronica
- Nicola Di Staso – chitarra elettrica
- Riccardo Mazzamauro – pianoforte
- Massimo Idà – basso, programmazione, tastiera
- Enrico Cosimi – tastiera, programmazione, batteria elettronica
- Carlo Pennisi – chitarra, programmazione
- Roberto Righini – basso, programmazione, chitarra acustica